# Triunviros nocturnos
Los triunviros capitales (triumviri o treviri capitales) o triunviros nocturnos (tresviri nocturni) eran tres magistrados urbanos de la república romana que dirigían y coordinaban la lucha contra los incendios y la criminalidad en las calles de la ciudad, además de organizar las ejecuciones, los castigos públicos en el Foro y la vigilancia en las prisiones.
Los triunviros recorrían la ciudad de noche, de ahí el apodo de nocturnos, y cada uno marchaba rodeado de ocho asistentes o esclavos de indispensable presencia física que se ocupaban de ejecutar el aspecto coercitivo de la ley, formando así el equivalente a tres modestas patrullas policiales.
A pesar de ello, su papel era secundario al de los magistrados superiores de la ciudad, como cónsules, pretores, ediles y censores, los cuales también podían ejecutar funciones policiales de ser necesario mediante sus propios esclavos y asistentes (apparitores), además de soldados reclutados ad hoc. Sin embargo, desplegar soldados en la ciudad sólo se permitía durante los casos de extrema necesidad, ya que mantener rutinariamente fuerzas armadas en el pomerio se consideraba una violación de las tradiciones romanas, que sólo figuras como César y Pompeyo transgredieron.
La acción de los triunviros estaba limitada a la ciudad de Roma. En sus colonias y ciudades afines, la acción policial era llevada a cabo por duoviros al mando de lictores, esclavos públicos y milicianos (como se estipula en la Lex Irnitana). La zona del Tíber también era jurisdicción de un cuerpo especial, los quinqueviri cis et ultis Tiberim, que actuaban al mando de los triunviros nocturnos de Roma, y lo mismo se daba en secciones de otras ciudades romanas.

## Historia
Los trivunviros capitales parecen haber surgido a comienzos del siglo III a. C., avanzado ya el tiempo de la república. Desaparecidos los decenviros, los triunviros nocturnos asumieron las competencias de éstos, y su designación pasó a los comicios tribunados. Se cree que fue una magistratura accesible a los plebeyos desde tiempos muy antiguos.
Con las reformas de Augusto, los triunviros capitales fueron sustituidos en sus funciones por las cohortes urbanas y otros organismos, aunque la institución del triunvirato capital en sí no desaparecería hasta el siglo III.